# 瓦斯班克
瓦斯班克是南非的城鎮，位於該國東北部，由夸祖魯-納塔爾省負責管轄，距離丹地25公里，面積6.29平方公里，2001年人口1,123，人口密度每
平方公里180人。